# Karin Bojs
Karin Bojs właściwie Anna Karin Bojs (ur. 4 marca 1959 w miejscowości Lundby, w regionie Göteborg i Bohus) – szwedzka autorka i dziennikarka.  Była redaktor działu naukowego szwedzkiej gazety „Dagens Nyheter”.
W 2015 opublikowała książkę „Moja europejska rodzina. Pierwsze 54 000 lat” (oryg. „Min europejska familj: De senaste 54 000 åren”). Tego samego roku książka ta została uhonorowana szwedzką nagrodą literacką Augustpriset w kategorii: „Literatura faktu”.
Mieszka w Göteborgu.

## Nagrody i wyróżnienia
- 2000: Nagroda naukowa, przyznawana przez Królewską Szwedzką Akademię Nauk Inżynierskich i Fundację na rzecz Informacji Naukowej;
- 2008: Doctor honoris causa na Uniwersytecie w Sztokholmie, na wydziale Podstawowej jednostki organizacyjnej uczelni;
- 2008: Nagroda za wiedzę przyznawana przez Nationalencyklopedin[4][5];
- 2015: Augustpriset w kategorii Literatura faktu za Moją europejską rodzinę. Pierwsze 54 000 lat (oryg. „Min europejska familj: De senaste 54 000 åren”);
- 2016: Książka roku o historii szwedzkiej 2015 za Moją europejską rodzinę. Pierwsze 54 000 lat (oryg. „Min europejska familj: De senaste 54 000 åren”)[6];
- 2017: Książka roku o historii szwedzkiej 2016 za Szwedzi i ich ojcowie – ostatnie 11 000 lat (org. „Svenskarna och deras fäder – de senaste 11 000 åren”) (z Peterem Sjölundem)[7].